# Edda (revue)
Pour les articles homonymes, voir Edda (homonymie).
Edda est une revue poétique et artistique belge de la seconde moitié du XXe siècle, de mouvance surréaliste.

## Historique
Edda naît à Bruxelles en 1957 d’un groupe de jeunes peintres, sculpteurs ou artistes pratiquant l’assemblage et le collage et d’une revue éponyme comptant cinq numéros dont le premier paraît en juin 1958 et le dernier le 5 octobre 1964. La publication qui présente des textes et des illustrations, porte en sous-titre Cahier international de documentation sur la poésie et l’art d’avant-garde ; son directeur en est Jacques Lacomblez, peintre, dessinateur et poète habitant Bruxelles. La revue compte plusieurs correspondants à l’étranger qui y collaborent dès son premier numéro.
Le dernier numéro a vu son sous-titre modifié en Bureau d’activités du Mouvement Phases en Belgique, : Phases est un mouvement international dans la mouvance surréaliste - et une revue du même nom - créé par Edouard Jaguer à Paris en 1951. En effet, tant le groupe d'artistes de la première heure d'Edda que la revue furent, dès le départ, adhérents de Phases. Cependant, sa direction a le souci de conserver une liberté de choix et d'action : ainsi, la présence des artistes héritiers de Cobra est minime, de même que celle des anciens "Surréalistes révolutionnaires".
Constitué à l'origine de Jacques Lacomblez, Jacques Zimmermann, Marie Carlier, Remo Martini, Camille Van Breedam et Jacques Matton, Edda reste dans la tradition de la poétique surréaliste et d'une ouverture aux données du rêve et de l’inconscient, comme de l’automatisme. Les liens sont réels avec André Breton, que Lacomblez rencontre en 1958 et auquel il dédie un texte, Fragment pour une vie d’Eugénie, dans le quatrième numéro, illustré d’une œuvre de l'auteur de Nadja intitulée Le Hasard objectif (1960) (voir la notion du hasard objectif).
Poètes et plasticiens se mêlent donc et se répondent des quatre coins de l’horizon géographique, générant un mouvement de révélation artistique et non de consécration : des illustrations proposent des œuvres d’artistes déjà confirmés comme Wifredo Lam, Toyen, Pierre Alechinsky, E.L.T. Mesens, Carl-Otto Götz, Enrico Baj, mais aussi de jeunes, ou de peu connus, promis souvent à la notoriété, de Hans Meyer Petersen à Jo Delahaut (de l’époque informelle) en passant par Adrien Dax, Antoni Zydroñ, Konrad Klapheck, Raoul Hausmann, Johannes Molzahn, Servranckx ou Joostens et bien d’autres, dès le premier numéro.
Edda organisa à Bruxelles plusieurs expositions, notamment à la Galerie Toussaint (dont La face inconnue de la Terre en 1960), au château Malou de Woluwé (Regards sur les paysages intérieurs, 1974) ou, avec Phases, au Musée d'Ixelles en 1964, et lors de l'exposition rétrospective "Phases belgiques - courant continu" au Musée des Beaux-Arts de Mons en 1990.
Edda, à l'instar de Phases, "est un  pluriel, lieu de conjonction des singularités, où le multiple conquiert son unité, où la solitude découvre ses dialogues, où la question ne cesse de se poser et la réponse de l’éveiller. ".

## Revues
Cahiers internationaux de documentation sur la poésie et l’art d’avant-garde.

- Direction : Jacques Lacomblez.
- Correspondants : France : Edouard Jaguer ; Allemagne : Karl Otto Götz, René Wicher ; Suède : Carl-Frederic Reuterswärd, Ragnar von Holten ; Danemark : Steen Colding, Hans Meyer Petersen ; Canada : Roland Giguère ; Italie : Gastone Novelli puis E. Sanguineti ; Argentine : Julio Llinas ; Mexique : Goeritz puis A. Gironella ; Brésil : W.Zanini ; Portugal : J.-A. França ; Égypte : Georges Henein ; USA puis Suisse : Claude Tarnaud ; USA : J.H. Matthews ; Grande-Bretagne : E.L.T. Mesens.

no 1 – Été 1958
Comprend des textes de : Camille Bryen, Bernard Childs, Steen Colding, Roland Giguère, Marcel Havrenne, Edouard Jaguer, Paul Joostens, Jacques Lacomblez, Jean-Jacques Lebel, Marcel Lecomte, Julio Llinas, Gherasim Luca, André-Poujet, C-F. Reuterswärd, Boris Rybak et Michel Seuphor.
Les reproductions sont signées par : Carl Buchheister, Marie Carlier, Bernard Childs, Julien Coulommier, Jo Delahaut, Christian d’Orgeix, Karl-Otto Götz, Paul Joostens, H.E. Kalinowski, Jacques Lacomblez, Wifredo Lam, Juan Langlois, Hans Meyer Petersen, Johannes Molzahn, André-Poujet, Péverelli, Réquichot, C.-F.Reuterswärd, Bernard Schultze, Servranckx, Mark Verstockt, Claude Viseux, Wols, Jacques Zimmermann
no 2- Mars 1959
Couverture : Mark Verstockt - dessin
Ce numéro comprend des textes de : Marcel Broodthaers, Steen Colding, Jean-Pierre Duprey, Roland Giguère, Raoul Hausmann, Georges Henein, Henri Kréa, Edouard Jaguer, Alain Jouffroy, Jacques Lacomblez, Jean-Jacques Lebel, Julio Llinas, Ghérasim Luca, Francis Ponge, André-Poujet, Carl-Frederic Reuterswärd, Edoardo Sanguineti, Claude Tarnaud, Jean Thiercelin, Claude Viseux
Et des reproductions de : Thomas Arnel, Enrico Baj, Gianni Bertini, Camille Bryen, Jan Burssens, Marie Carlier, Jack Clemente, Corneille, Julien Coulommier, Jo Delahaut, Bert De Leeuw, Christian d’Orgeix, Wilhelm Freddie, Karl-Otto Götz, Otto-Herbert Hajek, Jacques Herold, Horst Egon Kalinowski, Jacques Lacomblez, Wifredo Lam, Juan Langlois, Martha Peluffo, Hans Meyer Petersen, Frank Philippi, André-Poujet, Carl-Frederic Reuterswärd, Elna Riegels, Suzanne Rodillon, Emilio Scanavino, Yasse Tabuchi, Tajiri, Angelo Verga, Jef Verheysen, Claude Viseux, Jacques Zimmermann.
no 3 – Mars 1961
Couverture : C.-F. Reuterswärd – « Cigare de l’Éternité » - 1960
Il comprend des textes de : Pierre Alechinsky, Robert Benayoun, Guido Biasi, Achille Chavée, Corneille, Jean-Pierre Duprey, Roland Giguère, Annelise Hager, Raoul Hausmann, Max Hölzer, Radovan Ivsic, Edouard Jaguer, Paul Joostens, Jacques Lacomblez, Julio Llinas, José Pierre, Carl-Frederic Reuterswärd, Boris Rybak, Edoardo Sanguineti, Claude Tarnaud, Jean Thiercelin, René Wicher
Et des reproductions de : Marcel Arnould, Enrico Baj, Guido Biasi, Carl Buchheister, Marie Carlier, Jack Clemente, Adrien Dax, Roel D'Haese, Gianni Dova, Jean-Pierre Duprey, Wilhelm Freddie, Karl-Otto Götz, Konrad Klapheck, Jacques Lacomblez, Juan Carlos Langlois, Erwin Mackowiak, E.L.T. Mesens, Hans Meyer Petersen, Paul Revel, Carl-Frederic Reuterswärd, Elna Riegels, Suzanne Rodillon, Yasse Tabuchi, Jerzy Tchórzewski, Toyen, Mark Verstockt, Jean-Pierre Vielfaure, Jacques Zimmermann
no 4 – [1963] 
Couverture de J.-P. Vielfaure : « À force de pluie, ils ont dissous le Domaine » - 1962	
Comprend des textes de : Robert Benayoun, Jacques Brunius, Guy Cabanel, Pierre Dhainaut, Roland Giguère, Georges Gronier, Monique Heckmann, Radovan Ivsic, Edouard Jaguer, Anna Klapheck, Jacques Lacomblez, José Pierre, Boris Rybak, Jean Schuster, Claude Tarnaud
Et des reproductions de : André Breton, Guido Biasi, Jacques Brunius, Marie Carlier, Adrien Dax, Roland Giguère, Henri Ginet, Alberto Gironella, Karl-Otto Götz, Konrad Klapeck, Jacques Lacomblez, Juan-Carlos Langlois, Remo Martini, Jacques Matton, Richard Oelze, Hans Meyer Petersen, James Rosenquist, Toyen, Camiel Van Breedam, Ragnar von Holten, Jacques Zimmermann
no 5 – Octobre 1964
Couverture de Jacques Zimmermann – Dessin - 1964
Sommaire :
Julio Cortazar : Bestiaire (p. 8 à 13)
Roger de Neef : Note de Service (p. 32)
Alexandre Henisz : Les Rencontres d’Alberto Gironella (p. 4 et 5)
Jacques Matton : À la Vie (p. 2 et 3)
Claude Tarnaud : Piano mécanique avec univac onirique (p. 20 à 23)
Jean Thiercelin : Le Convoi (p. 16)
textes et poèmes de : Claude Bauwens, Achille Chavée, Raymond Daussy, Roger de Neef, Pierre Dhainaut, Roland Giguère, Georges Gronier, Monique Heckmann, Edouard Jaguer, Jacques Lacomblez, Julio Llinas, Jean Malrieu, Jacques Matton, Boris Rybak, Jean Thiercelin
et des reproductions de : Marcel Arnould, Enrico Baj, Carl Buchheister, Marie Carlier, Corneille, Raymond Daussy, Beppe Devalle, Gianni Dova, Cyrus Dubray, Wilhelm Freddie, Alberto Gironella, Karl-Otto Götz, Granell, Koblasa, Jacques Lacomblez, Juan-Carlos Langlois, Lea Lublin, Remo Martini, Jacques Matton, M. Medek, A. Meissner, J.M. Meloux, L. Novak, H. Meyer-Petersen, C. Van Breedam, Jean-Pierre Vielfaure, Westermann, Yo Yoshitome, Jacques Zimmernann